# Национални музеј народне архитектуре и народних обичаја Украјине
Национални музеј народне архитектуре и народних обичаја Украјине (укр. Націона́льний музе́й наро́дної архітекту́ри та по́буту Украї́ни) је највећи музеј на отвореном у Европи од 133,5 хектара и архитектонски и пејзажни комплекс који представља главне историјске и етнографске регионе Украјине. Посвећен је очувању и проучавању регионалних украјинских народних обичаја. Налази се у улици Академика Тронка 1 у Кијеву. 

## Историјат

### Фондација под совјетском влашћу
Резолуција „О оснивању Државног музеја народне архитектуре и живота Украјинске ССР” Савета министара Украјинске Совјетске Социјалистичке Републике, број 105, је усвојена 6. фебруара 1969. Претходило јој је низ јавних иницијатива контроверзних у тадашње време, а посебно објављивање отвореног писма архитекте Верховског заједно са знаменитим украјинским личностима науке и културе са жељом да одрже регионалну украјинску културу. Владин програм, који је одобрило партијско руководство Украјинске Совјетске Социјалистичке Републике, је развијен на иницијативу и делимично учешће тадашњег заменика председника Савета министара Украјинске Совјетске Социјалистичке Републике 1961—1978, шефа Украјинског друштва за очување историјских и културних споменика 1967—1988. и оснивача музеја Петра Тронка 1915—2011. 
У својим мемоарима, председник Савета министара Украјинске Совјетске Социјалистичке Републике је назвао Тронка не само иницијатором, већ и „душом” стварања музеја јер је он лично одабрао локацију музеја и обезбедио откуп земљишта. Локацију музеју је изабрао са циљем да представља очување и репродукцију традиционалне Украјине, популаризацију народних заната и рукотворина и истраживање народне уметности кроз историјске и етнографске регионе Украјине са посебним освртом на Полисије, Подиље, Карпате и јужну архитектуру Украјине са циљем да у оквиру музеја региони буду смештени према географској специфичности у одговарајућим етнографским, пејзажним и природним зонама.

### Администрација
До 1971. године је музеј остао под управом Министарства културе Украјине. Резолуцијом Савета министара Украјинске Совјетске Социјалистичке Републике од 31. марта 1971, број 159, Пирохив је пренет на управу Украјинског друштва за заштиту историјских и културних споменика. Исте године су музејски радници радили на одабиру експоната, рестаурацији и реконструкцији историјских зграда. Украјинско друштва за очување историјских и културних споменика је основало специјализоване рестаураторске радионице. Музејско особље је, уз активно учешће активиста регионалних организација Украјинског друштва за очување историјских и културних споменика, извршило претрагу и прикупљање вредних споменика етнографије, декоративне и примењене уметности, народне одеће, намештаја, дрвеног и земљаног посуђа, мушке и женске одеће, музичке уметности, инструмената и друго. Укупно су сакупили седамсто предмета музејске колекције који су били привремено смештени у главном музејском комплексу Кијева. Национални музеј народне архитектуре и народних обичаја Украјине је отворен за посетиоце 1976. године. Украјинско друштво за очување историјских и културних споменика је наставило да финансира делатност музеја и рестаураторске радионице до 1989. када је музеј пребачен у огранак Националне академије наука Украјине, а касније у Министарство науке и културе Украјине. 

### Независност
У складу са наредбом Кабинета министара Украјине од 21. јула 2008, бр. 417, музеј је пребачен у Националну академију наука Украјине. Виктор Јушченко је својом Уредбом бр. 644/2008 унапредио музеј у национални статус. Наредбом Президијума Националне академије наука Украјине од 14. маја 2009, број 305, је одобрена документација која регулише делатност музеја, посебно његов Статут, а 2. јуна је правно регистрован нови Статут. 

### Безбедност
Последњих година неколико дрвених зграда музеја је оштећено у пожарима. Последњи пожар 15. септембра 2006. је потпуно уништио једну кућу, а две друге озбиљно оштетио. Према тадашњој директорки Института Хани Скрипник и Министарству за ванредне ситуације, пожар је био подметнут како би се прикрила крађа вредне колекције касона из осамнаестог века које су биле изложене у запаљеној згради.  
Безбедност музеја је доведена у питање и тако што су локалне власти омогућиле коришћење земљишта у близини музеја неколико комерцијалним грађевинским пројектима међу којима су комплекс за забаву и бензинска пумпа. 

## Колекција
Национални музеј народне архитектуре и народних обичаја Украјине садржи преко триста комада народне архитектуре из свих већих региона Украјине и 40.000 предмета домаћинства и традиционалне културе међу којима су ношње, стари текстили, везови, ћилими, керамика, метални ручни радови, столарија и стакло, као и музички инструменти, слике и кућни прибор. Цео музеј је подељен на секторе од којих сваки представља народну архитектуру и живот специфичног украјинског региона, док центар музеја представља брдо са неколико ветрењача. Садрже изложбени простор са споменицима етнографије и споменицима народног градитељства, етнографско–научне изложбене павиљоне, ресторан са око триста места, певачки терен за 10.000 гледалаца, истраживачки институт за етнографску музеологију Националне академије наука Украјине и индустријске радионице за рестаураторске радове. 
Једна од карактеристика музеја су његове позоришне представе и прославе на отвореном посвећене различитим народним празницима када су радници музеја и посетиоци обучени у народне ношње, као и они који се баве старим занатима попут ткања, калупа и других. У јесен и током летњих празника организују манифестације народних заната па тако ковачи, грнчари, ткачи и други мајстори показују јавности своје занате и стварају уметничка дела пред њима.

## Галерија
- Музеј народних путева
- Ветрењача
- Викендице
- Црква Светог Николе
- Осликана помоћна зграда
- Ентеријер
- Викендица са сламнатим кровом
- Црква брвнара
- Пчелињак
- Традиционални бунар
- Господарске зграде
- Ветрењаче